# 新界區專線小巴409線
新界區專線小巴409線是由錦捷運輸營運的一條香港小巴線，循環行走青衣長宏邨及荃灣街市街之間。
本線另設立輔助線409S，起訖點與409線一樣，惟不駛經眾安街及沙咀道，以縮短荃灣街市街上車往青衣的時間，亦令409線騰出運載力予眾安街及沙咀道登車返回青衣的乘客。營辦商因而於牌布上將409S線標榜為特快線。

## 簡介及歷史
- 1998年12月31日：運輸署公開招標8組共12條專線小巴新路線，此線為其中之一。[註 1]
- 2000年4月9日：路線投入服務。
- 2012年1月1日：調整票價，全程由$5加至$5.3，分段由$3加至$3.2。[1]
- 2013年5月12日：調整票價，全程由$5.3加至$5.7，分段由$3.2加至$3.4。[2]
- 2015年11月29日：409S線投入服務。
- 2017年8月27日：調整票價，全程由$6.2加至$6.6，分段由$3.7加至$4.0。[3]
- 2018年5月1日：配合宏安地產在亨美街興建住宅[4]，兩線的總站臨時遷往長宏巴士總站靠近寮肚路旁的專線小巴灣。[5]
- 2019年12月2日：往荃灣過德士古道後，改為直接往荃富街，不經荃榮街及荃華街。[6]
- 2021年10月10日：調整票價，全程由$6.6加至$7.1，分段由$4.0加至$4.3[7]。
- 2023年12月31日：調整票價，全程由$7.1加至$7.6，分段由$4.3加至$4.6[8]。
- 2024年3月31日：青衣總站遷移至薈藍基座之公共小型巴士（專綫）總站。[9]

## 客量
本路線在青衣區小巴路線而言，客量可謂非常高，本路線的客源主要來自荃灣來往青衣和青衣區內兩方面為主。由於本路線途經德士古道（天橋）來往荃灣，中途的分站也多，因此若果由荃灣街市街乘搭本路線返回青衣，一定比乘搭巴士和港鐵為快，加上本路線服務的區域並沒有荃青巴士路線（41M、42M、43B、243M）途經，即使車資較巴士昂貴，依然得到一班乘客支持。
另外，本路線特設青衣區內分段車資$4.0，比巴士的$4.3便宜，而且班次又比巴士和其他小巴路線為頻密，加上本路線在青衣區的分站並沒有車返回長亨邨一帶（長安邨除外），結果中途客的人數都一直偏高。
由於主線409線客量甚高，小巴在循環點荃灣街市街（近德華公園）上客後，往往滿座開出，小巴然後直接駛入德海街、德華街原有路線返回青衣，不經官方路線途經的眾安街及沙咀道，令到該等路段等候409線的乘客往往需要碰碰運氣能否登車。後來營辦商申請將上述走線正規化，並獲運輸署批准，獲獨立編號為409S。

## 行車路線
途經：亨美街、寮肚路、青衣西路、楓樹窩路、青葉街、青綠街（西行）、偉景花園外的青綠街迴旋處、青綠街（東行）、青敬路、担杆山交匯處、青荃橋、德士古道、荃富街、荃灣街市街、眾安街、沙咀道、鹹田街、德海街、德華街、關門口街、青山公路－葵涌段、國瑞路、德士古道北、德士古道、青荃橋、担杆山交匯處、青敬路、宏福花園小巴總站、青敬路（南行）、楓樹窩路迴旋處、青敬路（北行）、青綠街（西行）、偉景花園外的青綠街迴旋處、青綠街（東行）、青葉街、楓樹窩路、青衣西路、寮肚路、亨美街（東行）、迴旋處及亨美街（西行）
（409S線不經粗體路段，改經斜體路段。）

## 服務時間及班次
每天
| 路線       | 服務時間    | 班次      |
| ---------- | ----------- | --------- |
| 由長宏開出 |             |           |
| 409        | 06:15-23:15 | 10-12分鐘 |
| 409S       | 06:10-23:20 | 3-5分鐘   |

## 相關事件
- 2016年6月10日：晚上9時許，一對同為35歲的簡姓夫婦拖着6歲女兒沿青衣青敬路青衣城對出過馬路期間，在行人過路線遭一輛409專線小巴撞倒，姓田母親為護女以身擋車，結果遭小巴重重撞飛，頭部身受重創，拋飛數米後倒地昏迷不醒，姓簡父親及6歲女則分別因胸痛腳傷及腳部擦傷避過一劫[10][11][12][13][14]。

- 2019年9月29日下午。MC 3541車牌一位老年白頭髮戴眼鏡司機和一位穿黑衣年青人在車上吵架，年青人在青衣聖保祿村附近落車後，司機還不忿氣拿剪刀落車衝向年青人，經一名中年人勸喻後才上回小巴，經過片段在網络傳播。該名司機事後已經給小巴公司即時解僱。

## 外部連結
- 681巴士總站 （页面存档备份，存于）
- 681巴士總站 （页面存档备份，存于）